# The NWA Legacy, Vol. 1: 1988–1998
Albums de N.W.A
Greatest Hits
(1996) The NWA Legacy, Vol. 2
(2002)
The NWA Legacy, Vol. 1: 1988–1998 est une compilation de N.W.A, sortie en 1999.
Ce double album regroupe des titres de N.W.A ainsi que des titres solos des artistes du groupe, ou de proches, enregistrés entre 1988 et 1998.
Il s'est classé 42e au Top R&B/Hip-Hop Albums et 77e au Billboard 200 et a été certifié disque de platine le 30 septembre 2002 par la RIAA.

## Liste des titres

### Disque 1
| No  | Titre                                      | Interprète(s)             | Durée |
| --- | ------------------------------------------ | ------------------------- | ----- |
| 1.  | Straight Outta Compton                     | NWA                       | 4:26  |
| 2.  | Boyz-N-Tha Hood (Remix)                    | Eazy-E                    | 6:23  |
| 3.  | It Was a Good Day (Remix)                  | Ice Cube                  | 4:31  |
| 4.  | Dead Homiez                                | Ice Cube                  | 3:57  |
| 5.  | Steady Mobbin'                             | Ice Cube                  | 4:13  |
| 6.  | Guerillas in tha Mist                      | Da Lench Mob              | 4:27  |
| 7.  | Westside Slaughterhouse                    | Mack 10                   | 5:00  |
| 8.  | Bow Down                                   | Westside Connection       | 3:30  |
| 9.  | The Gangsta, the Killa and the Dope Dealer | Westside Connection       | 4:13  |
| 10. | Only in California                         | Mack 10                   | 4:43  |
| 11. | Nothin' But the Cavi Hit                   | Mack 10 et Tha Dogg Pound | 4:05  |
| 12. | Color Blind                                | Ice Cube                  | 4:31  |
| 13. | Final Frontier                             | MC Ren                    | 4:10  |

### Disque 2
| No  | Titre                       | Interprète(s)            | Durée |
| --- | --------------------------- | ------------------------ | ----- |
| 1.  | Westsyde Radio Megamix      | NWA                      | 14:47 |
| 2.  | We Want Eazy                | Eazy-E                   | 5:02  |
| 3.  | Trust No Bitch              | Penthouse Players Clique | 5:03  |
| 4.  | Fuck tha Police             | NWA                      | 5:48  |
| 5.  | Alwayz into Somethin'       | NWA                      | 4:26  |
| 6.  | No One Can Do It Better     | The D.O.C.               | 4:52  |
| 7.  | California Love             | 2Pac featuring Dr. Dre   | 4:47  |
| 8.  | Keep Their Heads Ringin'    | Dr. Dre                  | 5:07  |
| 9.  | Let Me Ride                 | Dr. Dre                  | 4:23  |
| 10. | Natural Born Killaz         | Ice Cube et Dr. Dre      | 4:53  |
| 11. | Murder Was the Case (Remix) | Snoop Dogg               | 4:22  |
| 12. | In California               | Daz Dillinger            | 5:10  |
| 13. | Tha Last Song               | Above the Law            | 6:20  |